# Malakál
Malakál (arabsky ملكال‎, anglický přepis Malakal) je město v Jižním Súdánu, hlavní město vilájetu (provincie) Horní Nil na východě země. Leží na pravém břehu Bílého Nilu kousek severně od jeho soutoku se Sobatem.
Během občanské války bylo jedním z opěrných bodů centrální vlády sídlící na severu v Chartúmu. V Malakálu můžeme také najít letiště.

## Obyvatelstvo
| Rok  | Počet obyvatel |
| ---- | -------------- |
| 1983 | 33 750         |
| 1993 | 72 000         |
| 2005 | 129 620        |
| 2008 | 126 500        |
| 2010 | 139 450        |

Z etnického hlediska mají největší zastoupení ve městě Dinkové, Nuerové a Šilukové.

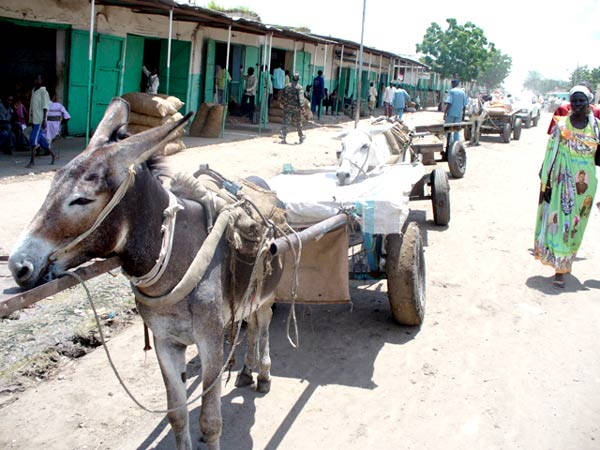
Centrum města